# Sindrome di Elejalde
La sindrome di Elejalde, detta anche malattia ectodermica melanolisosomiale, è una malattia genetica rarissima causata da un difetto nella funzionalità di MYO5A, una proteina responsabile del trasporto endocellulare mediante vescicole. A ereditarietà autosomica recessiva, ne sono stati descritti solo poco più di dieci casi in tutto il mondo.
Si manifesta con ipopigmentazione diffusa di modesta entità, gravissime anomalie funzionali a carico del sistema nervoso centrale e un peculiare colore dei capelli, i quali appaiono con sfumature color argento. Queste alterazioni nella pigmentazione della cute e degli annessi cutanei derivano dai difetti nel trasporto endocellulare dei melanosomi.
La sindrome di Griscelli, altra sindrome rara caratterizzata da un alterato trasporto dei melanosomi, si differenzia dalla sindrome di Elejalde per l'immunodeficienza, anche grave, che porta a morire in età infantile gli individui affetti dalla malattia.